# Пясек (Люблінецький повіт)
Пясек (пол. Piasek, нім. Ludwigsthal) — село в Польщі, у гміні Возьники Люблінецького повіту Сілезького воєводства.
Населення — 333 особи (2011).
У 1975-1998 роках село належало до Ченстоховського воєводства.

## Демографія
Демографічна структура станом на 31 березня 2011 року:
|          | Загалом | Допрацездатний вік | Працездатний вік | Постпрацездатний вік |
| -------- | ------- | ------------------ | ---------------- | -------------------- |
| Чоловіки | 159     | 38                 | 104              | 17                   |
| Жінки    | 174     | 31                 | 104              | 39                   |
| Разом    | 333     | 69                 | 208              | 56                   |